# Затура
«Зату́ра: Космическое приключение» (англ. Zathura: A Space Adventure) — детская 32-страничная книжка с картинками, написанная и проиллюстрированная американским автором Крисом Ван Оллсбургом в 2002 году и ставшая продолжением книги «Джуманджи» 1981 года. Сюжет книги непосредственно продолжает «Джуманджи»: главные герои, братья Уолтер и Дэнни, упоминаются в конце первой книги как нашедшие коробку с настольной игрой, которая привносит элементы игры, зачастую опасные, в реальный мир.
На русский язык, по состоянию на декабрь 2023 года, книга не переводилась.

## Сюжет
Два брата, старший Уолтер и младший Дэнни Будвинг, не ладят между собой, постоянно ссорятся и дерутся. Однажды их родители уходят на вечер, оставляя детей одних. Мальчики снова затевают драку и выбегают на улицу. В парке они замечают возле дерева оставленную кем-то коробку с настольной игрой «Джуманджи». Уолтера игра не привлекает, а Дэнни берёт её с собой и дома начинает играть один. Кроме основного поля с изображением животных в джунглях, Дэнни обнаруживает второе поле с игрой, в которой игроки совершают путешествие с Земли на планету Затура. Дэнни бросает кубик, и ему выпадает карточка с метеоритным дождём. В это время братья слышат, как по крыше их дома что-то начинает стучать, а затем в комнату, пробив потолок, влетает огромный метеорит размером с холодильник. К тому же, выглянув в окно, братья понимают, что они находятся в открытом космосе. Дэнни рассказывает Уолтеру про игру, и братья продолжают бросать кубик по очереди, чтобы завершить игру и вернуться домой на Землю.
Во время последующих ходов Уолтер теряет воздействие гравитации и отлетает к потолку, а затем начинает скользить к дыре от метеорита, так что Дэнни приходится привязать его кабелем к дивану. Комната наклоняется, и вся мебель падает на Дэнни, которому с трудом удаётся выбраться. Появляется робот с неисправным управлением, который считает, что должен убить Уолтера, но постоянно наталкивается на стену. Для Дэнни гравитация во много раз увеличивается, что сплющивает его, превращая почти что в шар. Мимо пролетает корабль космических пиратов, который сначала обстреливает дом мальчиков, а потом ящерообразный пират лезет сквозь дыру в потолке в комнату, но на него нападает пришедший в себя робот. Наконец, Уолтеру выпадает «чёрная дыра», в которой он исчезает… и обнаруживает себя дерущимся с Дэнни в парке. На этот раз он не позволяет брату взять игру домой и выбрасывает её в мусор. Примирившись и сблизившись, братья возвращаются домой.

## Отзывы
Рецензент Publishers Weekly, рекомендуя книгу для «всех возрастов», отмечает, что Ван Олсбург «изображает сюрреалистические события при помощи зернистого угольно-чёрного цвета, который кажется мерцающим на грубом, кремового цвета фоне» (англ. a grainy charcoal-black that seems to shimmer on a rough, cream-colored ground). Изображения занимают полный разворот и обладают «холодной отрешённостью» (англ. a frozen stillness), которая заставляет читателя самого догадываться о цветах и происходящих действиях. В целом книга не уступает первой части и представленная в ней головоломка соответствует ожиданиям (англ. is a satisfying enigma).
Всего в книге 14 разворотов с изображениями. По мнению Тобиаса Кервинкела, Олсбург в своих книгах в целом часто следует кинематографическим техникам, в том числе избирая структуру и драматургию, свойственную кино, для своих нарративов. Структура «Затуры» оказывается полностью соответствующей концепции идеального сценария в теории Сида Филда, который считал, что при средней длине фильма 120 минут на экспозицию будет приходиться полчаса, на основное действие час и на разрешение конфликта тоже полчаса. Именно такое соотношение между тремя основными составными частями наблюдается в «Затуре».

## Адаптации
По мотивам книги в 2005 году был снят полнометражный фильм «Затура: Космическое приключение». Он получил положительные отзывы, хотя не пользовался коммерческим успехом.
В свою очередь, на основе фильма была создана компьютерная игра 2005 года Zathura.
Название книги и фильма было также присвоено компьютерной программе для просмотра файлов «Zathura».